# Дженовезе, Майкл Джеймс
Майкл Джеймс Дженовезе (англ. Michael James Genovese; 9 апреля 1919, Питтсбург, Пенсильвания, США — 31 октября 2006, Уэст-Дир, округ Аллегейни, Пенсильвания, США) — итало-американский мафиозо, босс преступной семьи Питтсбурга. Тёзка и однофамилец Майкла Дженовезе, брата босса нью-йоркской мафии Вито Дженовезе; Майкл Джеймс Дженовезе приходился Вито Дженовезе двоюродным братом.

## Биография
Дженовезе родился в семье Энтони и Урсулы Дженовезе в Ист-Либерти, одном из районов Питтсбурга. У него было два брата, Феликс и Фиоре, и три сестры: Вирджиния, Фрэнсис и Анджелина. В юности Дженовезе был арестован за грабёж и скрытое ношение оружия. Среди его «законных предприятий» была автомойка. Согласно отчёту тогдашней Комиссии Пенсильвании по расследованию преступлений, Дженовезе контролировал подпольные лотереи в Западной Пенсильвании.
Восхождение Дженовезе в семье Питтсбурга во многом связано с доверием со стороны Джона ЛаРокки, который был боссом в 1956—1984 годах. В ноябре 1957 года Дженовезе вместе с Габриэлем «Келли» Маннарино сопровождал ЛаРокку на неудавшееся Аппалачинское совещание боссов мафии. Столкнувшись в 1970-х годах  с ухудшением здоровья, ЛаРокка сформировал правящую коллегию из трёх человек, которая взяла на себя повседневные дела семьи. Первоначально в коллегию входили Дженовезе, Маннарино и Антонио Рипери, которого со временем сменил Джозеф «Джо Джо» Пекора.

## Босс семьи
После заключения Пекоры в тюрьму и смерти Маннарино, Дженовезе остался единственным дееспособным членом коллегии и возглавил семью, вначале де-факто, а с 1984 года, после смерти ЛаРокки официально. Во время его правления питтсбургская мафия доминировала в незаконных азартных играх в Западной Пенсильвании, Западной Виргинии и Восточном Огайо. Семья также была замешана в наркоторговле, ростовщичестве, мошенничестве и воровстве в Питтсбурге. Однако мафиозная Комиссия в Нью-Йорке не позволяла Дженовезе вербовать новых членов в семью; он мог только заменить тех, кто умер или вышел на пенсию. В 1985 году ФБР охарактеризовало питтсбургскую мафию как преступных семей с одним из самых низких рейтингов. Однако в отчёте ФБР за 1995 год по итогам крупномасштабного федерального расследования пяти семей Нью-Йорка и чикагской мафии питтсбургская организация была одной из самых сильных семей на востоке Соединенных Штатов.
К началу 1990-х годов семья Питтсбурга оказалась в тяжёлом кризисе из-за старения своих членов и активности федеральных прокуроров. В марте 1990 года младший босс семьи Чарльз «Чаки» Портер (правая рука Дженовезе) и капо Луи Рауччи-старший были обвинены в распространении наркотиков, вымогательстве, заговоре с целью совершения убийства, грабежах, азартных играх и рэкете. Наблюдение за автосалоном LA Motor в Вероне (округ Аллегейни штата Пенсильвания), где работал Дженовезе, показали, что он почти ежедневно встречался с Портером и Рауччи. Однако полиции не удалось зафиксировать никаких компрометирующих заявлений Дженовезе, который всегда старался выходить на улицу, разговаривая со своими подчиненными мафиози. Хотя Дженовезе не было предъявлено обвинение, во время дачи показаний он был назван главой преступного клана Питтсбурга. В результате Портер и Рауччи были признаны виновными по всем обвинениям в суде. После этого Портер решил сотрудничать с властями, убедив многих высокопоставленных членов и соучастников последовать его примеру. В результате к 1992 году в западной Пенсильвании и восточном Огайо работало всего несколько членов и соучастников семьи Питтсбургов, основным источником дохода которых были незаконный спорт и азартные игры.
В 1990 году Дженовезе подозревали в заказе захвата территорий Янгстауна и Кливленда, ранее принадлежавших семье Кливленда.
Умер естественной смертью 31 октября 2006 года в своём доме в городке Уэст-Дир округа Аллегейни штата Пенсильвания.